# Anna Björk
Anna Cecilia Björk (Trollhättan, 12 maart 1970) is een Zweeds actrice.

## Biografie
Björk werd geboren in Trollhättan en groeide op in Umeå. Tijdens haar kinderjaren begon zij al met acteren in het kindertheater. Later verhuisde zij naar Stockholm om het acteren te leren aan de Södra Latins gymnasium.
Björk begon in 1989 met acteren in de televisieserie Flickan vid stenbänken, waarna zij nog meerdere rollen speelde in televisieseries en films. Zo heeft zij in onder andere gespeeld in de film The Girl with the Dragon Tattoo en de televisieserie The Bridge. Naast actrice voor televisie is zij ook actief als actrice in het Kungliga Dramatiska Teatern in Kopenhagen.

## Filmografie

### Films
Uitgezonderd korte films.
- 2023 Knyckertz & snutjakten - als Ofelia Esping
- 2022 Hilma - als moeder van Hilma
- 2011 The Girl with the Dragon Tattoo - als jonge Isabella
- 2008 LasseMajas detektivbyrå - Kameleontens hämnd - als Katja Örn
- 2006 Inga tårar - als Astrid
- 2006 Varannan vecka - als Tessan
- 2005 Lovisa och Carl Michael - als Grevinnan
- 2005 Harrys döttrar - als Prästen
- 2005 En dålig idé - als Tove
- 2004 Leka med elden - als Sonhustrun
- 2004 Fyra nyanser av brunt - als Tove
- 2003 Skenbart: En film om tåg - als Marie
- 2000 Grogg - als diverse karakters
- 2000 Pelle Svanslös och den stora skattjakten - als Inredningskatt
- 1997 Cheek to Cheek - als meisje 2
- 1997 Larmar och gör sig till - als Mia Falk
- 1996 Rusar i hans famn - als oudere Lena
- 1995 Stora och små män - als meisje met lamp
- 1991 Facklorna - als Gerd

### Televisieseries
Uitgezonderd eenmalige gastoptredens.
- 2020-2022 Partisan - als Maud - 10 afl.
- 2019 Quicksand - als Camilla Norberg - 6 afl.
- 2017 Rebecka Martinsson - als Kristin Wikström - 2 afl.
- 2015 The Bridge - als Åsa - 6 afl.
- 2007 Gynekologen i Askim - als Marie - 3 afl.
- 2007 Lögnens pris - als Helena - 2 afl.
- 1999 Jakten på en mördare - als Elisabeth Tobiasson - 2 afl.
- 1995 Rederiet - als Biträde - 2 afl.

- Library of Congress Control Number: no2017121112
- Virtual International Authority File: 305118646
- WorldCat: E39PBJfmmP3ppvgJQ6tfMX8XBP